# Brooke Bundy
Brooke Bundy (8 de agosto de 1944 en Nueva York) es una actriz estadounidense.

## Carrera
Brooke es principalmente conocida por su papel de Elaine Parker en la película de terror de 1987 A Nightmare on Elm Street 3: Dream Warriors y su secuela, A Nightmare on Elm Street 4: The Dream Master (1988). Bundy apareció en el documental sobre la saga de Freddy Krueger Never Sleep Again: The Elm Street Legacy.
En televisión hizo parte de las series Days of Our Lives como Rebecca North (1975–77) y General Hospital como Diana Maynard Taylor R.N. (1977–81). Otros de sus créditos televisivos incluyen series como The Big Valley, Lassie, Lancer, Charlie's Angels, The Brady Bunch, The Partridge Family, Medical Center, Gunsmoke, Bonanza, Cannon, Mission: Impossible, Star Trek: The Next Generation, The Donna Reed Show, y Voyage to the Bottom of the Sea.